# Ji (tige céleste)
Pour les articles homonymes, voir Ji.
Ji ou tsi (己, jǐ) est la sixième tige céleste du cycle sexagésimal chinois.
Le caractère chinois jǐ (己) ne doit pas être confondu avec le caractère yǐ (已).
Elle correspond dans la théorie du yin et yang au yin et dans la théorie des cinq éléments à l’élément terre. Elle est également associée au point cardinal « centre » (considéré en Extrême-Orient comme un point cardinal à part entière). Dans la théorie du cycle sexagésimal représentant la croissance des plantes, le ji représente l'idée d'une nouvelle vie, et à cause des trois lignes parallèles du caractère, est associé à l'idée d'ordonnancement, d'agencement et de régularité.
En chinois et en japonais, ji réfère souvent au sixième élément d'une série : la lettre F, l'idée de 6e catégorie... En chimie organique, il représente le groupe hexyle : hexane (己烷 jǐwán), acide hexanoïque (己酸 jǐsuān), hexanol (己醇 jǐchún), etc.
Les années en ji sont celles du calendrier grégorien finissant par 9 : 1989, 1999, 2009, 2019, etc.
Dans le cycle sexagésimal chinois, la tige céleste 'jǐ' peut s'associer avec les branches terrestres si, mao, chou, hai, you et wei pour former les combinaisons :
- Jisi (己巳) = 6
- Jimao (己卯) = 16
- Jichou (己丑) = 26
- Jihai (己亥) = 36
- Jiyou (己酉) = 46
- Jiwei (己未) = 56